# 특허청서울사무소
특허청서울사무소(特許廳-事務所)는 대한민국 특허청의 소속기관이다. 1998년 2월 28일 발족하였으며, 서울특별시 강남구 테헤란로 131 한국지식재산센터빌딩 4~5층에 위치하고 있다. 소장은 서기관 또는 기술서기관으로 보한다.

## 직무
- 산업재산권의 출원·등록
- 특허기술 정보자료의 제공 등

## 연혁
- 1998년 3월 1일: 특허청 소속으로 특허청서울사무소 설치.[3]

## 조직

### 소장
- 관리과[4]
- 출원등록과[4]
- 전산자료과[5]

## 같이 보기
- 특허심판원
- 대한민국 특허법원